# Sondanés
Sondanés o sundanés son poblaciones en el oeste de la isla de Java de  cuyo idioma es el sondanés.
Son un grupo étnico austronés nativo de la provincia indonesia de Java Occidental y Banten, que se encuentra en la parte occidental de la isla indonesia de Java. Son aproximadamente 40 millones, y forman el segundo grupo étnico con más población de Indonesia, después de los vecinos javaneses. En su idioma, el sondanés, los sondaneses se refieren a sí mismos como Urang Sunda (Sondanés: pueblo Sunda), mientras que Orang Sunda o Suku Sunda es su equivalente indonesio.
Los sondaneses se han concentrado tradicionalmente en las provincias de Java Occidental, Banten, Yakarta y la parte occidental de Java Central. También se pueden encontrar migrantes sondaneses en Lampung y Sumatra meridional y, en menor medida, en Java Central y Java Oriental. 